# Ahmed Khamari
Ahmed Khamari, (en arabe : أحمد خماري), né le 29 juin 1961, à Merouana, Wilaya de Batna en Algérie. Il est enseignant et artiste-peintre miniaturiste et autodidacte.

## Biographie
Ahmed Khamari est natif de Merouana, issu d’une famille chaouie, et a vécu dans la compagne au milieu de la nature des Aurès, il a  enseigné durant 30 ans. En 1985, il débute dans la peinture en s’inspirant d’un aquarium représentant la nature et les personnages des Aurès.

## Œuvres artistiques

### Sujets et Style
Ahmed Khamari est reconnu par sa technique du relief en trois dimensions, il est engagé dans la valorisation du patrimoine culturel, historique, traditionnel algérien et de la région des Aurès particulièrement. Plusieurs de ses tableaux représentent la vie des femmes de l’Aurès avant la modernisation. Il utilise des produits naturels,. La femme est décrite dans plusieurs tâches ménagères, le tissage de laine, la préparation de repas traditionnels, la confection de tapis. Ahmed Khamari, dans un de ses tableaux , représente la tradition, une pratique dite Boughanja, au temps de sécheresse, cela amène la pluie. Il utilise la peinture à l'huile et la sculpture dans ses œuvres.

### Expositions
Khamari a exposé plus de 43 fois, et  Il a participé comme représentant des Aurès dans des expositions organisées par le ministère de la Culture, lors des semaines culturelles des villes à travers l’Algérie.
- 1994: Oum El Bouaghi, lors du festival de Aïssa Djermouni[3].
- 1996: Annaba, au Salon national des arts plastiques[3].
- 1999: Skikda, pendant le Festival des fraise[3].
- 2000: Sétif,  lors du printemps culturelle de la ville[3].
- 2006: Tizi Ouzou, au 1er Salon du Djerdjura des arts plastique[3].
- 2007: Alger, durant le Festival Alger capitale de la Culture arabe [3].
- 2014: Ouargla, lors de la semaine culturelle[4] , [1].
- 2015: Batna, exposition individuelle à la Maison de Culture en janvier[2]
- 2015: Oran, au Musée National Zabana d'Oran, pendant la semaine culturelle, du 26 au 30 avril[5].
- 2015: Médéa, du 10 au 11 mai,  lors du mois du patrimoine culturelle de Médéa.